# Monte Ceneri
Il Monte Ceneri (554 m s.l.m.) è un valico prealpino che divide il Canton Ticino nelle due principali regioni, Sopraceneri e Sottoceneri. Malgrado il suo nome, il Monte Ceneri è il punto più basso della cresta tra il Monte Tamaro e il Camoghè.

## Descrizione
Dal punto di vista orografico il passo separa le Prealpi Varesine (a ovest) dalle Prealpi Comasche (a est). Il passo è facilmente valicabile percorrendo la strada cantonale. L'autostrada e la linea ferroviaria del San Gottardo lo attraversano tramite due tunnel.
Un terzo traforo di 15,4 km, la galleria di base del Monte Ceneri, permette dal 2020 di evitare la vetta del passo, mantenendosi a quota di pianura in un settore più orientale rispetto alle altre due gallerie.
Dal 1932 al 2008 il Monte Ceneri ha ospitato il centro trasmettitore in onde medie della Radio della Svizzera Italiana, che è stata a lungo conosciuta proprio come Radio Monte Ceneri.